# Onthophagus discedens
Onthophagus discedens é uma espécie de inseto do género Onthophagus da família Scarabaeidae da ordem Coleoptera.

## História
Foi descrita cientificamente pela primeira vez no ano de 1875 por Sharp.